# Kaczki Plastowe
Kaczki Plastowe – wieś w Polsce położona w województwie wielkopolskim, w powiecie tureckim, w gminie Przykona.
Wieś położona jest w południowo-zachodniej części gminy Przykona.

## Historia
Pierwsza pisana wzmianka o wsi Kaczki Plastowe pochodzi, widniejąca w księgach grodzkich i ziemskich Poznania i Konina, pochodzi z 1494 roku.
Pierwsze zapisy XVI-wieczne ujawniają, że właścicielami Kaczek Plastowych byli Kaczkowscy i stąd zapewne pochodzi pierwszy człon nazwy tej miejscowości. Właścicielami tych terenów byli do połowy XVII wieku. Drugi człon nazwy pochodzi zapewne od plastra miodu, choć niewykluczone, że nazwa wzięła się od plastra leczniczego (opatrunkowego).
W 1650 roku właścicielami tej wsi zostali Czyżewscy. W kaliskiej księdze grodzkiej i miejskiej widnie zapis z tego roku mówiący, że bracia Andrzej i Franciszek Czyżewscy, całe części wsi Kaczki Plastowe i Rogowo, Hieronimowi i Wawrzyńcowi Czyżewskim braciom swoim rodzonym za jeden tysiąc złotych sprzedali. Nazwisko Czyżewscy widnieje jeszcze w zapisach XVII-wiecznych.
W 1729 roku wieś przeszła w posiadanie Elżbiety Rozdrażewskiej. Po niej wieś odziedziczyli jej synowie Józef i Bartłomiej.
W latach 1975–1998 miejscowość administracyjnie należała do województwa konińskiego.
W 2003 roku władze gminy Przykona zwróciły się do Ministerstwa Spraw Wewnętrznych i Administracji o zmianę nazwy wsi Kaczki Plastowe na powszechnie używaną Kaczki Plastrowe. Powołując się na negatywną opinię Komisji Ustalania Nazw Miejscowości i Obiektów Fizjograficznych, MSWiA oddaliło ten wniosek. W uzasadnieniu podano, że zdaniem Komisji przymiotniki plastowe i plastrowe oznaczają to samo i są tworzone od wyrazu plaster (ten pierwszy jest starą jego formą).